# Лебеди (Удмуртия)
Лебеди — деревня в Балезинском районе Удмуртии. Входит в состав Юндинского сельского поселения.

## География
Деревня располагалась на северо-востоке республики, на реке Лукашур, на расстоянии примерно в 20 километрах по прямой к юго-западу от районного центра — села Балезино.

## Население
| 2010 | 2012 | 2014 |
| ---- | ---- | ---- |
| 3    | ↘2   | ↘1   |

● 2002 год — 2 человека
● 2012 год — 2 человека
● 2021 год — 0 человек